# Disque M
Les disques M (vennant du mot allemand Mitte) sont les disques centraux des sarcomères, faisant aussi partie des disques A et H.
Au microscope électronique, ils correspondent au renflement médian d'un filament épais disposé au milieu du sarcomère.